# Camille Pouliot
Pour les articles homonymes, voir Pouliot.
Camille-Eugène Pouliot M.D. (Fraserville (Rivière-du-Loup), Québec, 29 novembre 1897 - Sherbrooke, Québec, 22 avril 1967) est un médecin et un homme politique québécois. Il est ministre de la Chasse et des Pêcheries dans le gouvernement de Maurice Duplessis du 30 août 1944 au 5 juillet 1960 et député de la circonscription de Gaspé-Sud pour l'Union nationale de 1936 à 1962.

## Biographie

### Jeunesse et études
Camille-Eugène Pouliot vient au monde dans une famille d'avocats et de politiciens libéraux. Il est le troisième de quatre enfants nés d'Yvonne Hudon et de Joseph-Camille Pouliot, juge à la Cour supérieure du Québec. Ses parents, ainsi que son oncle, Charles-Eugène, sont des intimes d'Ernest Lapointe et de Wilfrid Laurier. Il a deux frères et une sœur : Jean-Léon (1892-1961), avocat, Marie-Crescence (1895-1974), épouse de Georges Bouchard, futur député fédéral de Kamouraska, et Louis-Joseph s.j. (1900-?), historien. Sa demi-sœur, Françoise Pouliot, a pour parrains Wilfrid Laurier et Zoé Fontaine.
Au cours de sa jeunesse, Camille Pouliot étudie au collège de Sainte-Anne-de-la-Pocatière. Au printemps de 1917, il interrompt ses études pour s'enrôler dans l'armée. La Première Guerre mondiale fait alors rage. Il suit une formation militaire à Val Cartier. Lieutenant dans le 89e bataillon de Témiscouata, il réclame une commission dans un régiment d'outre-mer, mais celle-ci lui est refusée. Il décide alors de s'engager comme simple soldat dans le second bataillon de dépôt, sous le commandement du lieutenant-colonel Daly-Gingras. Grâce à ses aptitudes, il est promu au rang de caporal, puis de sergent. Son frère Jean-Léon s'était également enrôlé dans l'armée peu de temps après avoir été reçu avocat (en juillet 1917). Celui-ci avait joint avec des compagnons de l'Université Laval l'un des premiers corps de chars d'assaut (commandé par un capitaine nommé Robert Bourassa).
Au printemps de 1918, Camille quitte le Québec et participe à l'expédition du 259e bataillon à Omsk en Sibérie. Il contracte une tuberculose et passe près de mourir. Dans son campement de Vladivostok, parmi les soldats malades, il est reconnu par l'infirmière — une vieille flamme. Celle-ci veille sur lui avec un soin particulier et l'aide à le sauver de la maladie. De retour au Québec, plutôt que suivre les traces de son père en droit, il opte plutôt pour la médecine. Il étudie à l'Université de Montréal et obtient son diplôme en 1924.
Il est médecin à Godbout durant quelques mois. Il déménage ensuite à Cap-d'Espoir, en Gaspésie. Le 8 février 1926, il est nommé juge de paix du comté de Gaspé. Il cumule aussi les titres de préfet et de coroner pour le comté de Gaspé. Il travaille d'ailleurs sur une affaire de meurtre de deux cousines à Penouille, en 1933. Presque cinquante ans plus tard, ce fait divers inspirera le roman d'Anne Hébert, Les Fous de Bassan.

### Carrière politique

#### Ses débuts
Il fait son entrée en politique en septembre 1932 lorsqu'il est élu maire de Cap-d'Espoir (titre qu'il gardera d'ailleurs jusqu'en avril 1949). Il est aussi préfet du comté de Gaspé. Toutefois, il est mécontent des politiques conservatrices du gouvernement Taschereau. Il se rapproche alors de l'Action libérale nationale, mais à cause de ses liens familiaux, il reste fidèle du Parti libéral. Il finit par se présenter une première fois comme candidat libéral indépendant dans Gaspé-Sud en 1935. À cause d'importantes fraudes électorales commises par l'organisation du député libéral Alexandre Chouinard, Camille Pouliot est défait. L'année suivante, le gouvernement Taschereau est ébranlé dans une série de scandales qui éclatent au Comité des comptes publics, mené par le chef de l'opposition, Maurice Duplessis. Cette fois, Camille Pouliot se présente sous la bannière de l'Union nationale et il remporte le siège.

#### Un programme de développement de la Gaspésie, dans un contexte de crise économique
Dès 1936, Camille-Eugène Pouliot a déjà élaboré un programme de développement de la Gaspésie. Les défis qui l'attendent sont énormes : une population éloignée des grands centres, un nombre alarmant de chômeurs, une économie anémique et un conflit mondial se pointant à l'horizon. Ce programme se divise en trois parties : la restauration sociale, le développement des industries de base et les projets de travaux publics. La portion de la restauration sociale doit passer par l'éducation nationale, l'éducation sociale et l'enseignement de l'histoire naturelle. Selon lui, ce mouvement doit viser à la fois les enfants et les adultes : « Nous manquons d'instruction, dit-il, et notre population ne demande qu'à s'instruire. Il y faudrait des conférences, des tracts, des cercles d'étude, des bibliothèques fixes ou ambulantes. J'ai vu la ligue d'éducation adulte à l'œuvre dans l'Île-du-Prince-Édouard, où elle est très active et réussit fort bien ». Conscient des difficultés de sa région, Camille-Eugène Pouliot note aussi une pénurie importante de techniciens et de gens de professions libérales : {{citation Il faudrait en Gaspésie plus d'avocats, de médecins, de notaires, d'arpenteurs, d'ingénieurs, d'agronomes, de forestiers, de comptables. Ce sont surtout les médecins qui manquent. Chacun de nous dessert une région trop étendue, une population trop nombreuse. Si le médecin s'absente ou s'il est malade lui-même, il n'y a pas de confrère pour le remplacer. Ma femme et ma jeune fille ont dû intervenir dans des cas d'urgence.}}.
La deuxième portion de ce programme touche au développement des industries de base en Gaspésie, c'est-à-dire la pêche, l'agriculture et la coupe du bois. Pouliot souhaite une orientation vers la culture la plus appropriée au milieu et une organisation de l'écoulement des produits. Un partisan du mouvement coopératif, il voit dans la création de coopératives agricoles et de pêche une façon de donner les leviers économiques à une population très pauvre et peu instruite, souvent exploitée et en situation d'infériorité. À ces efforts se joignent la colonisation forestière et du reboisement. Le reboisement, selon lui, pouvait « occuper beaucoup de bras » et donc donner du travail à beaucoup de chômeurs.
La troisième portion du programme vise la réalisation de travaux publics, une autre méthode efficace pour combattre le chômage. Cela passe par l'aménagement hydroélectrique des principales rivières de la Gaspésie, l'amélioration des voies de communication et un aménagement moderne du port de Gaspé. Des efforts d'achèvement de la route reliant Sainte-Anne-des-Monts à Gaspé en passant par le centre de la péninsule est aussi au programme, mais cette route ne sera finalement jamais réalisée dans son entièreté à cause des coûts et des difficultés d'entretien à l'année. Un autre projet lui tenant à cœur est l'aviation. Des pistes d'atterrissage pouvant être améliorées par la suite en aéroports sont projetées : « Il en faudrait un tous les cent milles. L'aviation est un des moyens de transport de l'avenir ».
Ce programme est important car il vise à prendre de front les problèmes de la Grande dépression et à sortir la population de la misère en attendant une relance économique de la nation. C'est pourquoi, selon Pouliot, « un bon programme doit coordonner ces trois formes d'activités, pour qu'elles ne se nuisent pas, mais se complètent />. Le but de ce programme est aussi d'inciter d'anciens Gaspésiens à revenir s'installer dans leur région. « Les Gaspésiens reviendront volontiers, et surtout les Gaspésiens actuels resteront volontiers s'ils obtiennent les avantages que l'on goûte à la ville et qui deviennent aujourd'hui une nécessité ».
Son parti perd le pouvoir en 1939, mais il réussit tout de même à conserver son siège. En 1944, l'Union nationale reprend le pouvoir et Camille-Eugène Pouliot est nommé ministre de la Chasse et des Pêcheries.

#### Engagement

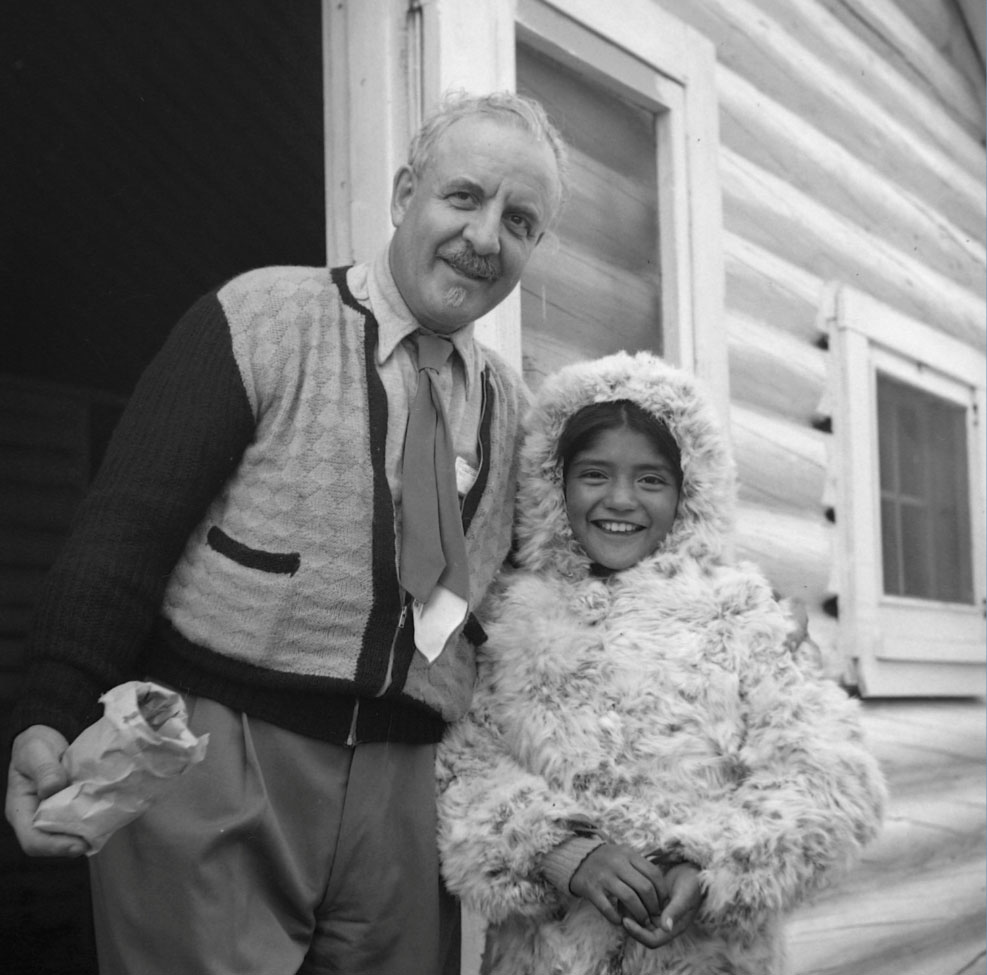
Camille Pouliot en visite au Grand Lac Mistassini en 1950, accompagnée d'une jeune fille crie.

Au cours de sa carrière politique, en plus de s'occuper du développement maritime et minier de sa région, il est membre des Chambres de commerce des villes de Chandler et Gaspé. Il aide à la création ainsi qu'au développement de nombreuses coopératives régionales, notamment celles des pêcheurs et des agriculteurs. Il entreprend aussi la réouverture des moulins de Chandler en 1937, ce qui apporte une aide précieuse à l'économie régionale qui a souffert de la crise économique. À cette époque, la Gaspésie est une des régions les plus durement touchées par la Grande dépression. Trop souvent, l'aide se fait attendre pendant très longtemps. La misère persiste dans beaucoup de foyers. Touché par la pauvreté des habitants, le docteur Pouliot pratique son métier souvent gratuitement, et ce, malgré les tempêtes et le territoire difficile de la région, avec peu de voies praticables et beaucoup de grandes distances à franchir. Un homme consciencieux et très croyant, Robert Rumilly le décrit dans Maurice Duplessis et son temps comme « une sorte de moine laïque, d’une dignité de vie irréprochable ».
Pouliot défend à plusieurs reprises des positions progressistes pour son époque, malgré les positions plutôt conservatrices de son parti. En 1936, il dépose une motion à l'Assemblée nationale visant à modifier la loi électorale (retirant les mots « à toute personne de sexe masculin ») dans le but de permettre aux femmes de s'inscrire sur les listes électorales – et, bien sûr, d'exercer leur droit de vote. La motion dépasse les divisions de parti mais elle ne rassemble pas suffisamment de députés pour être adoptée. Elle est défaite, à 49 voix (dont celle du premier ministre Duplessis) contre 23 (dont 5 membres du gouvernement unioniste). En 1940, lorsque le gouvernement d'Adélard Godbout présente une motion allant dans ce même sens, le docteur Pouliot défie la volonté de son chef en appuyant la motion présentée par le gouvernement libéral. En 1943, alors qu'il siège dans l'opposition, Pouliot surprend ses collègues en appuyant le projet de loi d'instruction obligatoire d'Hector Perrier. Il est le seul député de l'Union nationale à appuyer cette motion et récolte les applaudissements des libéraux. Néanmoins, à partir de 1944 et jusqu'à la mort de Duplessis, « la scolarité obligatoire ne sera jamais appliquée ou presque ».
Parmi ses amis intimes, on compte notamment les ministres Paul Sauvé et Onésime Gagnon ainsi que l'homme d'affaires gaspésien et politicien conservateur Sasseville Roy. Ce dernier reçoit l'appui de Camille Pouliot lors de l'élection fédérale de 1940 et il remporte la victoire contre deux candidats libéraux dans Gaspé. Il est aussi le seul candidat conservateur à se faire élire au Québec lors de cette élection.

#### Fin de carrière
En mars 1960, le député libéral Georges-Émile Lapalme prépare une attaque contre le régime de l'Union nationale qui va mettre le docteur Pouliot sous les projecteurs. En cherchant à attaquer les abus et le trafic d'influence de l'Union nationale, Lapalme prend comme exemple une manœuvre politique du ministre la Chasse et des Pêcheries. En 1951, Camille Pouliot s'était servi de son poste pour subventionner la compagnie d'aviation de son fils Michel, alors un jeune homme d'affaires. La Gaspésie étant une région éloignée, au territoire difficilement praticable, sinon bloqué par endroits pendant plusieurs mois chaque année, la création d'un service d'aviation allait permettre à la région d'avoir un influx dont elle avait grandement besoin. Toutefois, bien que l'intervention du ministre en faveur de son fils était un type de manœuvre politique très répandue à l'époque, elle n'en demeurait pas moins discutable sur le plan de l'éthique. Comme le fera remarquer Robert Rumilly, à l'époque de l'enquête du Comité des comptes publics, Duplessis avait su tirer profit de pareils gestes afin d'attaquer le gouvernement Taschereau. Dans ses Mémoires, Lapalme analyse son geste. Même s'il reconnaît que « l'argent de l'État avait réellement servi le public, [...] là n'était pas la question : il fallait condamner une politique ». Lapalme regretta amèrement son geste, soulignant le « dévouement remarquable » d'un homme qu'il aimait et respectait, malgré leurs positions politiques divergentes.

### Dernières années
Après une longue carrière de plus de vingt-six ans au service de ses concitoyens, Camille Pouliot est battu à l'élection de 1962 par le libéral Dr Guy Fortier, avec une majorité d'à peine cent treize voix. L'année suivante, il perd son épouse Anne-Eva McDonald, souffrant de sclérose en plaques depuis une vingtaine d'années. Fatigué et malade, il dévoue ses dernières années à la communauté religieuse des frères Camilliens de Sherbrooke qu'il intègre en 1964. Il y décède, le 22 avril 1967.

## Postérité
Aujourd'hui, la rue Pouliot et l'école C.-E.-Pouliot à Gaspé portent son nom, en mémoire de cet homme qui a transformé le visage de la région gaspésienne. Un mont situé en périphérie du hameau de L'Étape dans la réserve faunique des Laurentides est aussi nommé en son honneur : le mont Camille-Pouliot.

## Famille
Camille Pouliot épouse Anne-Eva McDonald (Montréal, 1897 - Gaspé, 28 juillet 1963) à Québec le 6 juin 1925. Ils ont eu trois filles et trois fils.
L'aînée, Sœur Suzanne Pouliot (Cap d'Espoir, 5 mars 1926 - Mati, Philippines, 17 juin 1995), a fait des études classiques chez les Dames de Sainte-Anne à Rigaud et chez les Ursulines à Rimouski et à Québec. Très intéressée aux chansons de folklore, elle s'est aussi impliquée dans les organisations sociales de la Jeunesse universitaire. En juin 1946, elle fait son entrée chez les Carmélites de Montréal. Elle voyagera aux Philippines et fondera le carmel de Mati.
La deuxième fille, Louise Pouliot (Cap d'Espoir, octobre 1933 - Montréal, 13 décembre 1977), était une journaliste et une écrivaine. Elle travailla à Radio-Canada pendant plusieurs années et publia un recueil de poèmes intitulé Portes sur la mer, en 1956. La plus jeune fille, Marie Pouliot (née le 20 novembre 1938 à Cap d'Espoir) fut propriétaire d'une boutique au centre-ville et fut très active dans la vie culturelle de Gaspé pendant plusieurs années. En 1957, elle épousa Raymond Bernard (25 mai 1927 - 30 mai 2005), ingénieur et fonctionnaire de la ville de Gaspé de 1967 à 1996.
Deux des fils suivirent les traces du père en médecine. Pierre Pouliot œuvra pour l'ambassade canadienne à Rome pendant plusieurs années. Le second, Marc Pouliot, termine ses études en médecine à l'Université Laval en 1956. Après avoir été généraliste, il assiste les médecins chirurgiens pendant un an et travaille beaucoup avec les enfants. C'est son mentor, le Dr Sirice Belles-Iles, qui le convainc d'aller se spécialiser en pédiatrie. Il se rend pour faire ces études au Children's Hospital de Pittsburgh, en Pennsylvanie, en 1958. Il pratique ensuite la pédiatrie à Gaspé de 1962 à 1998. Le plus jeune fils, Michel Pouliot (né le 13 avril 1931 à Cap d'Espoir), fonde Transgaspésien aérien, la première compagnie aérienne de la Gaspésie, et construit l'aéroport de Gaspé qui est nommé Michel-Pouliot en son honneur depuis 2008.
Camille Pouliot était aussi le cousin de Jean-François Pouliot, député fédéral et sénateur.